# 伊瓦尔·埃里克松
伊瓦尔·埃里克松（瑞典語：Ivar Eriksson，1909年12月25日—1997年4月12日），瑞典男子足球运动员，司职后卫，效力于桑德維肯的俱乐部。他曾代表瑞典国家队参加1938年国际足联世界杯，结果队伍获得第四名。